# Budapests lokalbanor
Budapests lokalbanor (ungerska: Budapesti Helyiérdekű Vasút, förkortat BHÉV, eller bara HÉV för helyiérdekű vasút, "bana av lokalt intresse") är en grupp av järnvägar som går i och utanför Budapest.

## Historia
Banorna var från början separata järnvägar i det ungerska järnvägsnätet, men blev senare del av den statliga järnvägen Magyar Államvasutak (MÁV). De kom därefter från 1960-talet att köras av BKV, trafikverket i Budapest. 2010 delades BKV upp i två olika bolag: moderbolaget BKV som då döptes om till BKK och har hand om linjer, taxa och biljetter samt dotterbolaget BKV som ansvarar för själva trafiken. BKV hade dock stora ekonomiska problem vilket medförde att man slutligen inte längre hade råd med varken underhållet av befintliga tåg eller framtida inköp av nya.[källa behövs] 2016 tog MÁV över driften av de fem pendeltågslinjerna genom det nybildade dotterbolaget MÁV-HÉV och köpte samtidigt alla tåg av BKV.

## Linjer
Linjerna sammanbinder Csepel (söder), Ráckeve (sydost), Gödöllő (nordost) samt Szentendre (nord) med stadens centrum. Linjerna är inte sammankopplade och avgår från olika säckstationer.
| Linje | Sträcka                   |
| ----- | ------------------------- |
|       | Batthyány tér –Szentendre |
|       | Közvágóhíd–Ráckeve        |
|       | Boráros tér–Csepel        |
|       | Örs vezér tere –Gödöllő   |
|       | Örs vezér tere –Csömör    |

## Tekniska parametrar

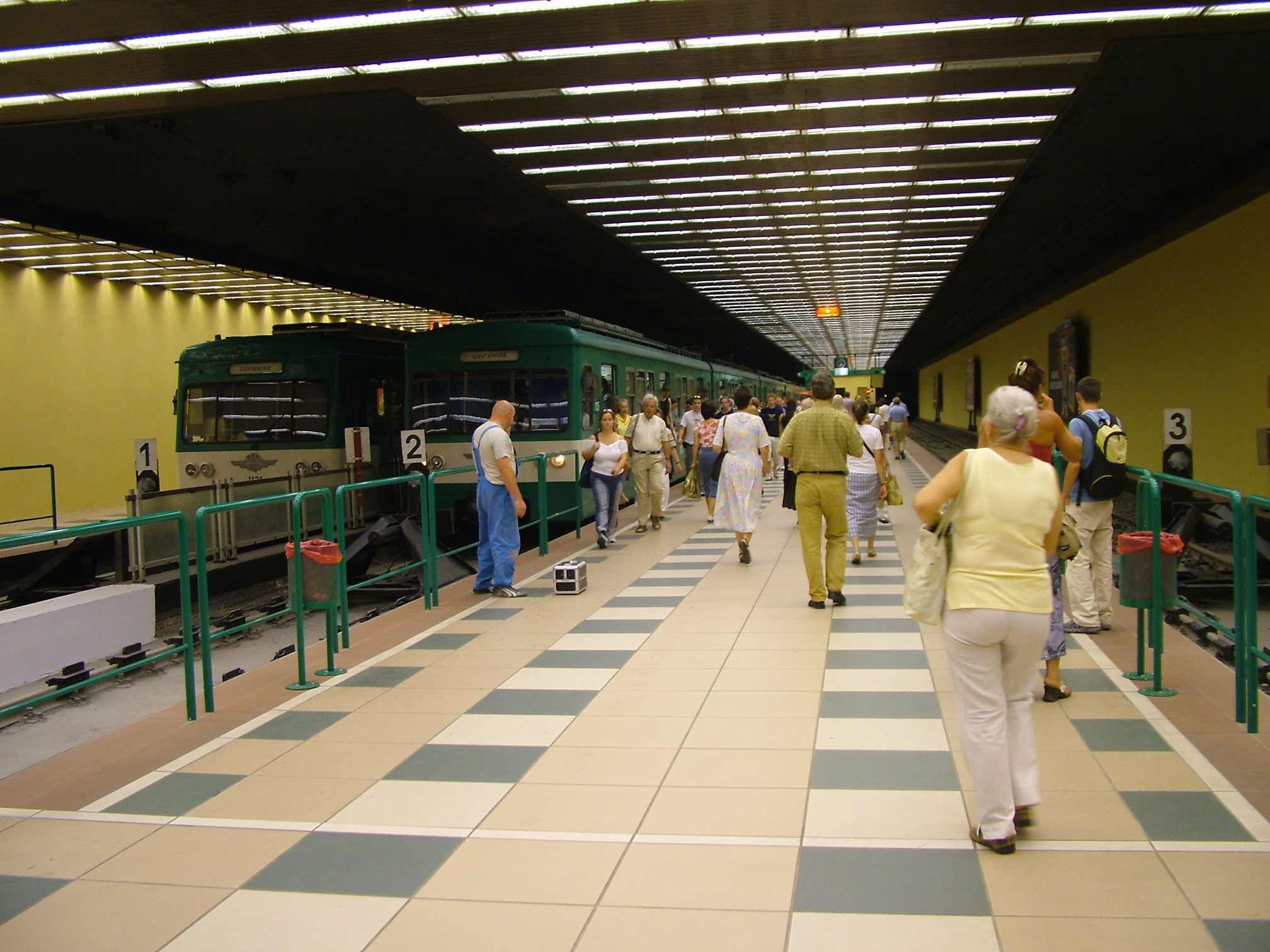
Stationen Batthyány tér.

Järnvägen är normalspårig (1435 mm) och är elektrifierad med 1 000 V likström. Banornas längd är totalt 103,7 kilometer. 
Linjerna går mestadels ovan jord, men några stationer ligger under jord, till exempel Batthyány tér.

## Artikelursprung
Den här artikeln är helt eller delvis baserad på material från engelskspråkiga Wikipedia, BHÉV, 4 april 2006.